# Cinetoplasto

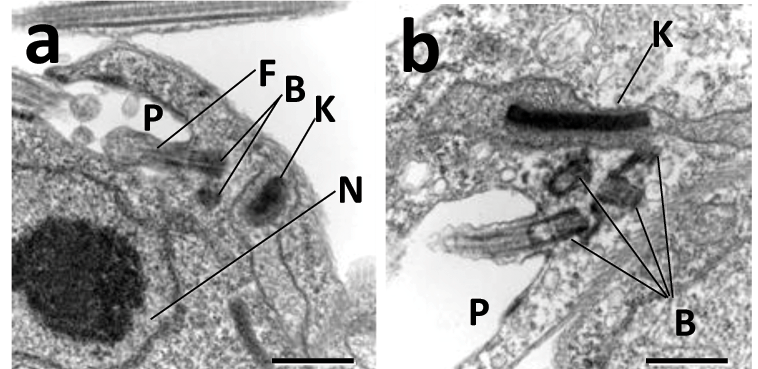
Fotografia al microscopio elettronico a trasmissione di cinetoplasti (K) di Trypanosoma brucei

Il cinetoplasto è formato da una rete di DNA circolare (chiamato kDNA) all'interno di un grande mitocondrio che contiene molte copie del genoma mitocondriale. La struttura più comune del cinetoplasto è quella a forma di disco, ma ne sono state osservate di altre. I cinetoplasti si trovano solo nei protozoi della classe Kinetoplastea.